# Louis de La Baume de Suze
Pour les articles homonymes, voir Baume.
Louis-François de La Baume de Suze, né vers 1602 à Suze-la-Rousse et mort le 5 septembre  1690, est un prélat français du XVIIe siècle, évêque de Viviers.

## Biographie
Louis-François de La Baume de Suze est le fils d'Honoré/Rostaing et de Catherine de Bressieu-Menillon. Le 13 novembre 1617 
il devient  coadjuteur de Jean de L'Hostel, évêque de Viviers et évêque titulaire de Pompeiopolis-en-Cilicie (de). Le 6 avril 1621 il accède à l'évêché et il est consacré le 17 décembre 1628 par Antoine de Cros, évêque de Saint-Paul-Trois-Châteaux. Il reste à la tête du diocèse jusqu'à sa mort en 1690. Il est l'oncle de son successeur comme  évêque de Viviers Charles-Antoine de La Garde de Chambonas, et d'Armand-Anne-Tristan de La Baume de Suze, évêque de Tarbes et archevêque d'Auch.
Il avait hérité le marquisat de Villars de son demi-frère Jacques-Honorat de La Baume de Suze (fils d'un autre mariage paternel avec Madeleine des Prez de Villars, fille d'Henriette de Savoie-Villars), fief qu'il céda en 1666 à Pierre Perrachon, conseiller du roi.

## Source
- (en) Catholic Hierarcgy.org:Bishop Louis-François de La Baume de Suze